# Sant Joan Baptista de Rodonyà
Sant Joan Baptista és l'església parroquial al centre del poble de Rodonyà (Alt Camp) inclosa en l'Inventari del Patrimoni Arquitectònic de Catalunya.

## Arquitectura
L'església és de planta basilical amb tres naus i quatre trams. Els suports són pilars i pilastres, i els arcs són de mig punt. La nau central i el creuer són coberts de volta de canó amb llunetes. A l'exterior, la façana està dividida verticalment en 3 cossos: el de l'esquerra correspon al campanar, de planta quadrada, acabat en torre octogonal; el central presenta, centrada, la porta rectangular d'accés, damunt la qual s'ordenen un petit nínxol, una obertura circular i un acabament en frontó triangular; el tercer cos és llis. La coberta és de teula, a dues vessants. És un edifici de paredat amb reforços de pedra, arrebossat i pintat.

## Història
La primitiva església parroquial de Rodonyà fou la del castell, que apareix esmentada el 1492 i el 1513 i que va ser sufragània de la de Montferri fins a mitjan segle xvi. L'actual església de Sant Joan Baptista fou construïda en la segona meitat del segle xix.
Fins a l'any 1957 va pertànyer a la diòcesi de Barcelona. Actualment, la parròquia està agrupada a la de Sant Ramon de Masllorenç (Baix Penedès), adscrita a l'arxiprestat de l'Alt Camp de l'arquebisbat de Tarragona.